# Featherstone
Pour les articles homonymes, voir Featherstone (homonymie).
Featherstone est une ville dans la Cité de Wakefield situé dans le comté du Yorkshire de l'Ouest en Angleterre. Elle se trouve au sud de Leeds. Sa population s'élevait à 15 244 habitants en 2011.

## Sport
La ville comporte le club de rugby à XIII des Rovers de Featherstone qui évolue en Championship en 2017. Ce club a notamment remporté le Championnat d'Angleterre en 1977 et la Coupe d'Angleterre en 1967, 1973 et 1983.